# Loriculus tener
Loriculus tener là một loài chim trong họ Psittacidae.